# Tommy Casey
Thomas Casey, noto come Tommy Casey (Comber, 11 marzo 1930 – Somerset, 13 gennaio 2009), è stato un calciatore nordirlandese, di ruolo centrocampista.

## Palmarès

### Giocatore

#### Competizioni nazionali
- Coppa d'Inghilterra: 1

Newcastle: 1954-1955